# Stoïchédon

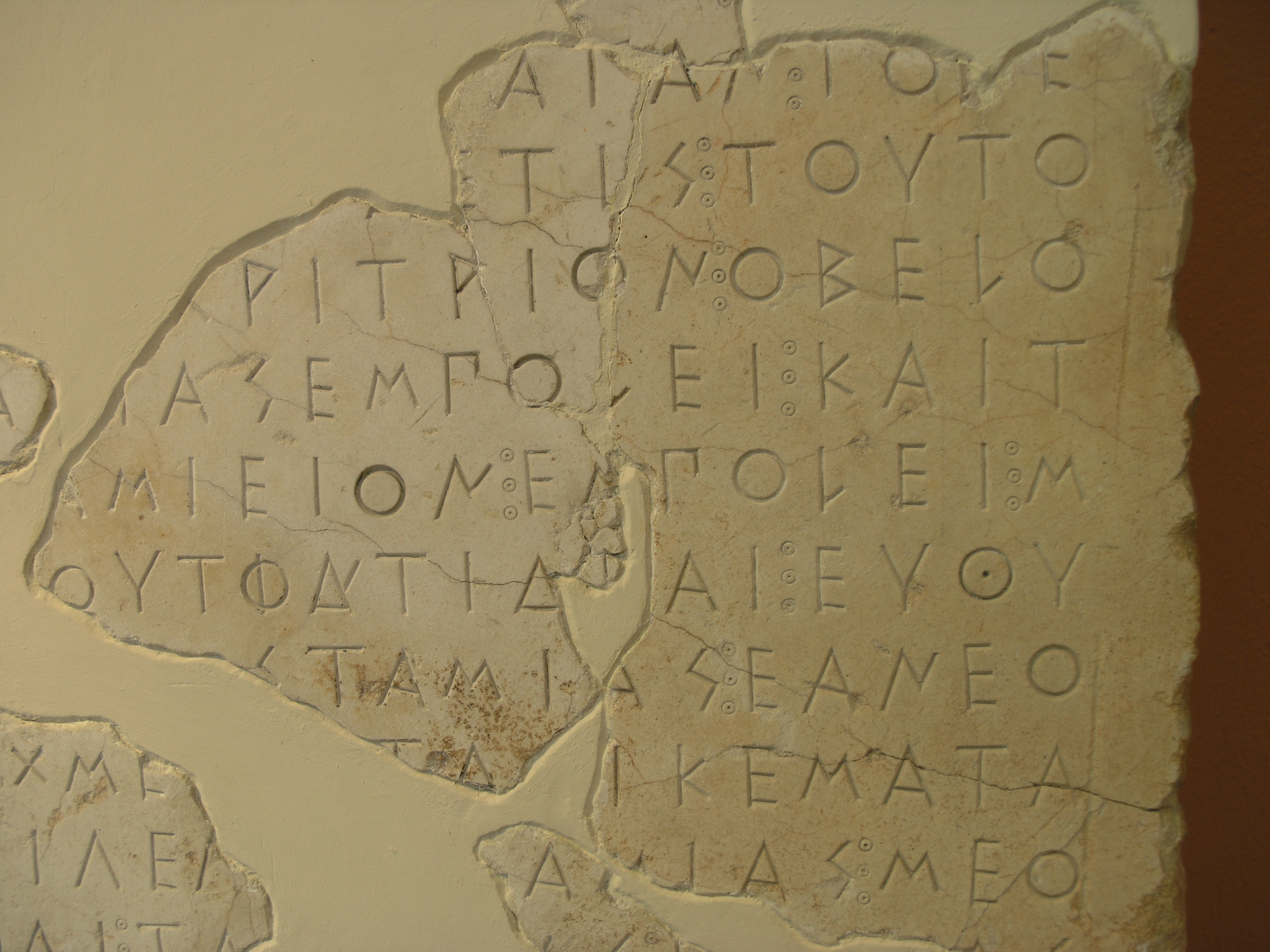
Détail d'une partie de la loi sacrée sur l'Acropole et l'Hékatompédon. 485/4 av. J.-C.

On qualifie de stoïchédon (du grec ancien στοιχηδόν / stoikhêdón, « en rang, en file » [adverbe], dérivé du verbe στοιχέω / stoikhéô, « marcher en rang, être aligné ») le tracé d'un système d'écriture qui aligne les lettres à la fois horizontalement et verticalement, à la manière de l'alignement en rang d'une armée. Les lettres occupent alors un espace identique quelle que soit leur taille (par exemple i et w prennent le même espace) et chaque ligne comprend un nombre constant de symboles, ce qui a pour conséquence qu'un mot peut se retrouver à cheval sur deux lignes.
Le stoïchédon a été fréquemment utilisé avec l'alphabet grec, en particulier dans les inscriptions monumentales du Ve siècle av. J.-C. C'est surtout fréquent à Athènes. Ce format peut être utilisé conjointement avec la forme normale, comme dans l'inscription datée de -457, actuellement au Louvre, dressant la liste des morts à la guerre de la tribu Érechtéide, où le stoïchédon n'est utilisé que pour les trois colonnes de noms propres. De telles inscriptions sont pratiques pour la transcription épigraphique de documents lacunaires : on sait en effet à l'avance combien de lettres l'on doit trouver par ligne (d'autant plus que l'espace séparateur de mots n'était pas courant).
Les écritures à base de sinogrammes s'écrivent en stoïchédon.
Les polices où tous les caractères occupent la même distance horizontale sont dites à chasse fixe ou monochasses, comme le populaire caractère courier.